# Federal Highway

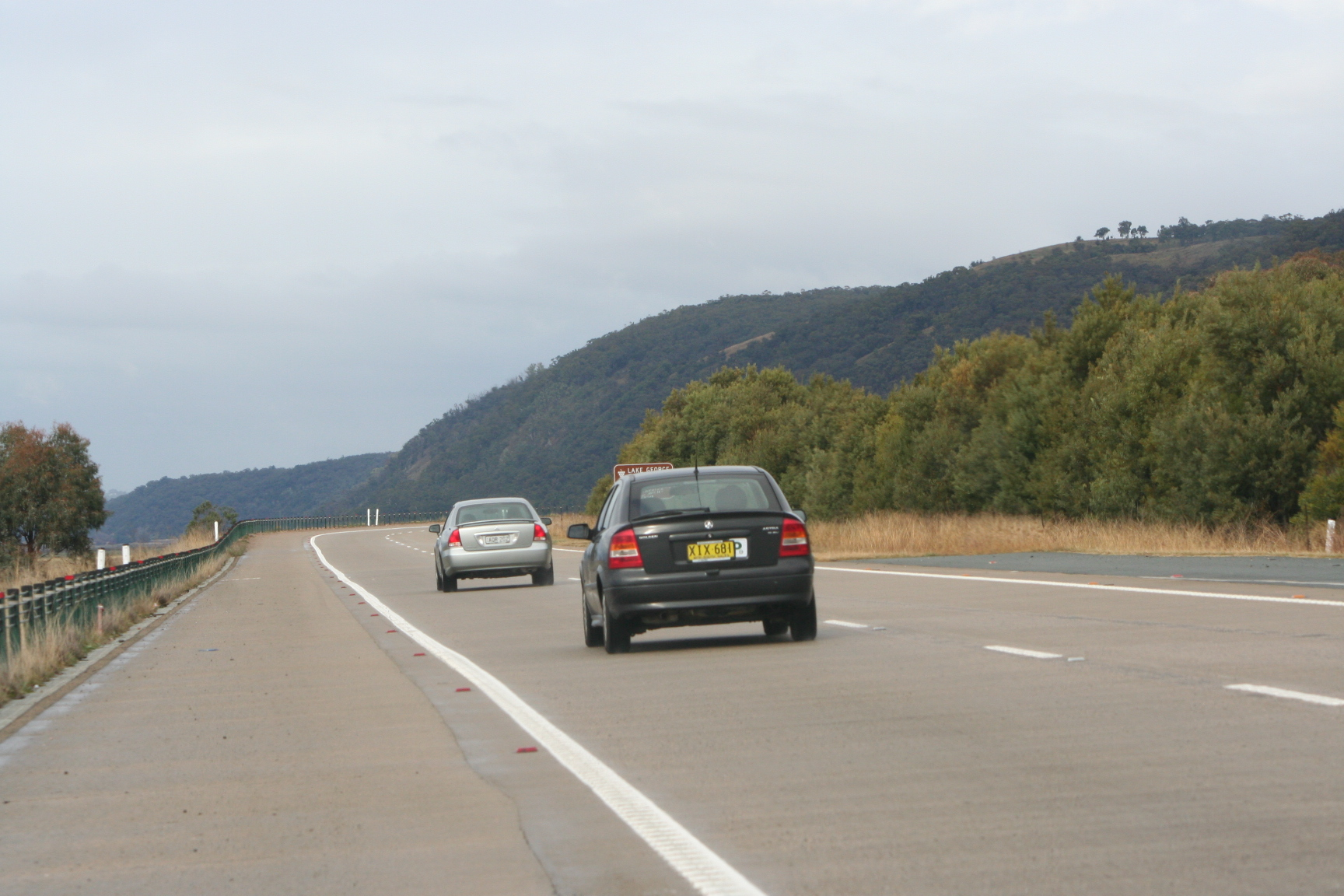

Federal Highway är en väg av övervägande motorvägsstandard i New South Wales och Australian Capital Territory. Den binder samman huvudstaden Canberra med Sydney.
Federal Highway börjar vid korsningen med Hume Highway strax söder om Goulburn. Den är 72,7 km lång. I Canberra börjar den vid korsningen av Northbourne Avenue och Barton Highway. Federal Highway passerar Lake Georges västra sida.